# Шрекингерит
Шрёкингери́т — ураносодержащий минерал класса карбонатов. Водный сульфаткарбонатфлуорит урана, натрия и кальция. Встречается в виде шаровых скоплений и налётов в непосредственной близости с другими урановыми минералами. Люминесцирует в ультрафиолетовом свете. Радиоактивен. Назван в 1873 году австрийским минералогом Альбрехтом Шрауфом в честь барона Юлиуса фон Шрёкингера, который обнаружил и описал минерал как продукт изменения уранинита.

## Физические свойства
Цвет минерала бывает зеленовато-жёлтый, яблочно-зелёный, фисташковый, реже бледно-жёлтый. Минерал зачастую встречается прозрачный, вплоть до просвечивающегося. Сингония ромбическая. Спайность совершенная по (0001) и хорошо выраженная по (1000). Наблюдаются также полисинтетические двойники. Листочки хрупкие. Твёрдость 2 — 2,5. Удельный вес колеблется от 2,47 до 2,51. Шрекингерит прекрасно люминесцирует в коротких и длинных ультрафиолетовых лучах характерным голубовато-зелёным цветом, что позволяет довольно легко определять его в полевых условиях. Радиоактивное равновесие не более 5 %, что свидетельствует о молодом возрасте минерала.

## Химический состав
Формула шрекингерита следующая: NaCa3(UO2)(CO3)3[SO4]F·10H2O; молекулярные соотношения: СаО : NaF : UO3 : СО2 : SO3 : Н2О = 3 : 1 : 1 : 3 : 1 : 10. Состав минерала, как видно из результатов отдельных анализов, несколько отличается от теоретического. Мелкочешуйчатое строение минерала и тесное срастание его с другими минералами весьма затрудняет выделение чистого мономинерального вещества. Как показывают спектральные анализы, он обычно содержит в своём составе примеси. Шрекингерит хорошо растворяется в воде и в кислотах слабой концентрации. Солянокислый раствор с хлористым барием дает реакцию на сульфат-ион. При нагревании в стеклянной трубке выделяет воду. Гигроскопичен.

## Условия нахождения

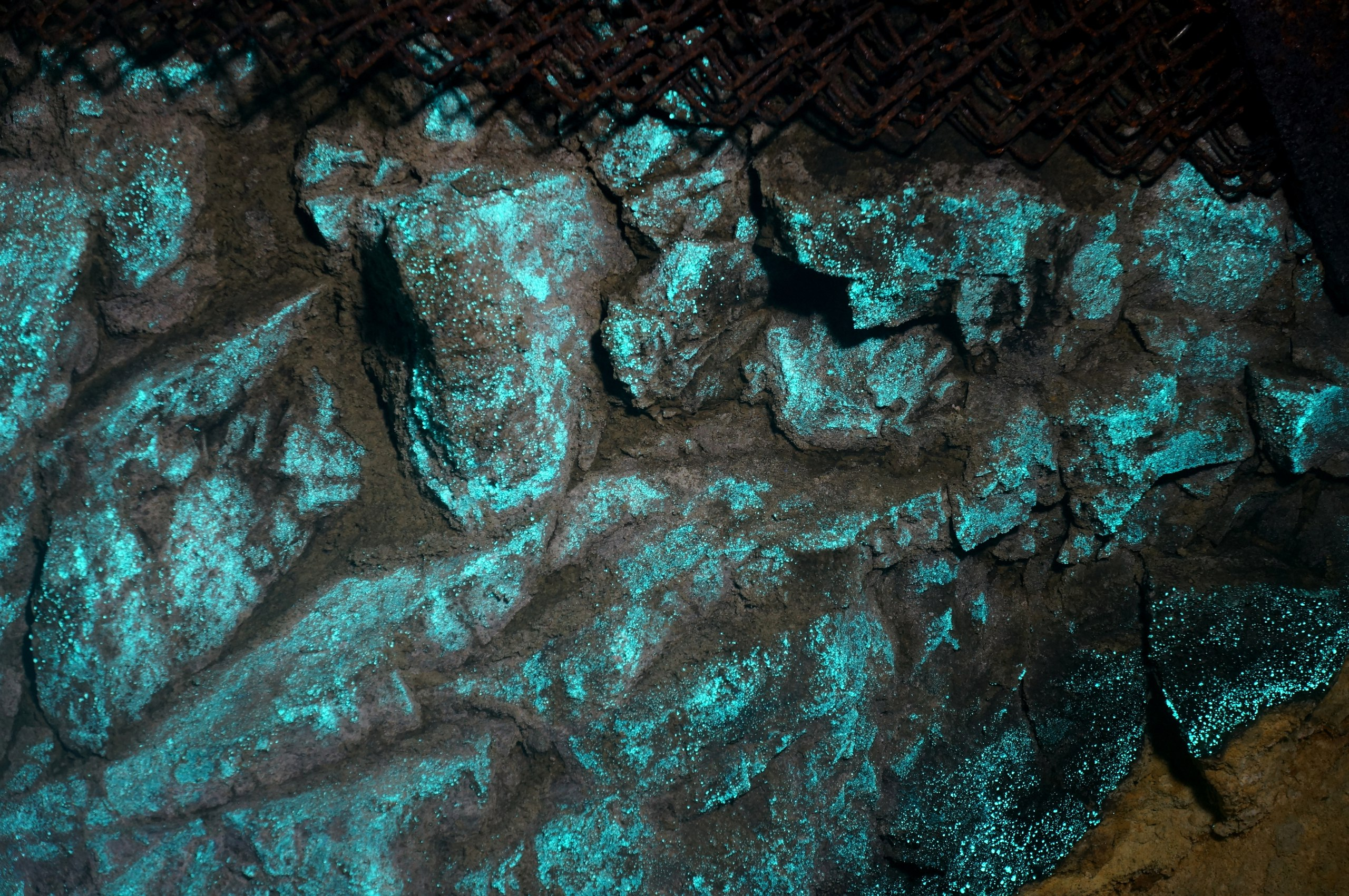
Бештаугорское урановое месторождение

Наиболее благоприятной для образования шрекингерита является верхняя часть зоны цементации — зона смешанных руд, где он развивается на настуране, остаточных урановых чернях или непосредственной близости к ним. Благодаря способности легко растворяться в воде, минерал очень подвижен в природных условиях. Он хорошо растворяется в атмосферных и грунтовых водах и вновь выделяется при испарении раствора, поэтому может быть удален от места первичного образования и перенесён на значительное расстояние. Шрекингерит распространён также в верхних частях зоны окисления различных генетических типов. Он легко развивается и в отвалах месторождений по первичным закисно-окисным минералам. Особенно широко шрёкингерит распространён в осадочных горных породах (песчаниках, известняках). В известняках развивается с ванадатами и карбонатами урана в зоне частичного окисления первичных минералов, образуясь непосредственно на последних. По времени выделения среди вторичных минералов он, по-видимому, является первым; в последующую стадию он растворяется и, переотлагаясь совместно с ванадием, выделяется в форме карнотита и тюямунита. Одним из последних выделяется ураноталит. Постоянные спутники шрёкингерита в карбонатных породах — марказит, гипс, ярозит, кальцит, окислы марганца и железа. Шрекингериту также характерна ассоциация с циппеитом.

## Месторождения
Встречается в Чехии (Яхимов, Западно-Чешская область), США (Аризона, Вайоминг, Колорадо, Юта), Аргентине (Мендоса, Сан-Исидро). В России шрекингерит был найден в Ставропольском крае на урановых рудниках Бештаугорского и Быкогорского месторождения, а также в Майкопском районе Республики Адыгея, Белореченское месторождение барита.